# János Sebestyén

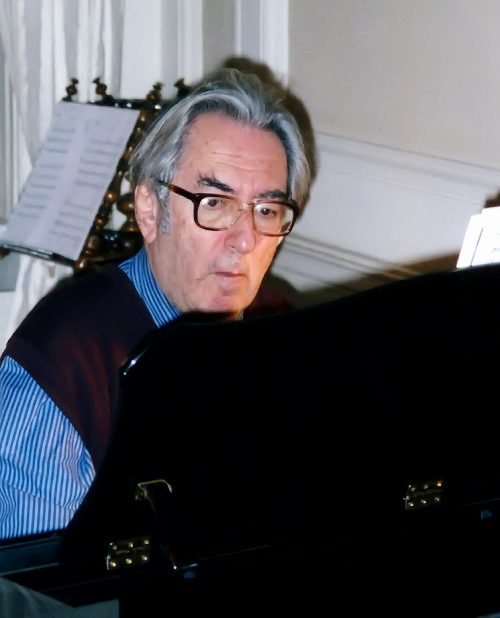
János Sebestyén im Jahr 2004

János Sebestyén (* 2. März 1931 in Budapest; † 4. Februar 2012 ebenda) war ein ungarischer Organist, Cembalist und Musikpädagoge.

## Leben und Werk
János Sebestyén studierte Orgel und Cembalo an der Franz-Liszt-Akademie in Budapest. 1955 schloss er dort seine Studien mit dem Diplom ab.
János Sebestyén transkribierte zahlreiche Klavierwerke für Cembalo, um auf diese Weise ein zeitgenössisches Repertoire für das Cembalo zu schaffen. Einige bedeutende ungarische Komponisten schrieben Werke für János Sebestyén.
1971 wurde er selbst zum Professor für Cembalo an der Franz-Liszt-Akademie ernannt. Er gab die erste vollständige Ausgabe aller Orgelwerke von Franz Liszt heraus.
János Sebestyén war 1967 Preisträger des Erkel-Preises und 1974 des Franz-Liszt-Preises.